# 4. gorski zdrug
IV. gorski zdrug bio je brigada Kopnene vojske Domobranstva NDH. Stvoren je u travnju 1942. sa stožerom u Slavonskom Brodu. Osim pješaštva, imali su oklopništvo (tenkove) i topništvo.

## Ustroj
Tijekom 1943., zdrug se sastojao od sljedećih postrojba:
- 4. gorska pukovnija (Sisak/Pakrac)
- 8. gorska pukovnija (Zagreb/Daruvar)
- tenkovski vod, Daruvar
- I. topnički sklop, Daruvar
- XII. topnički sklop, Pakrac

## Vanjske poveznice
- Iscrpan prikaz ustroja i kronološki slijed svih akcija postrojbe